# Mataparent perfumat

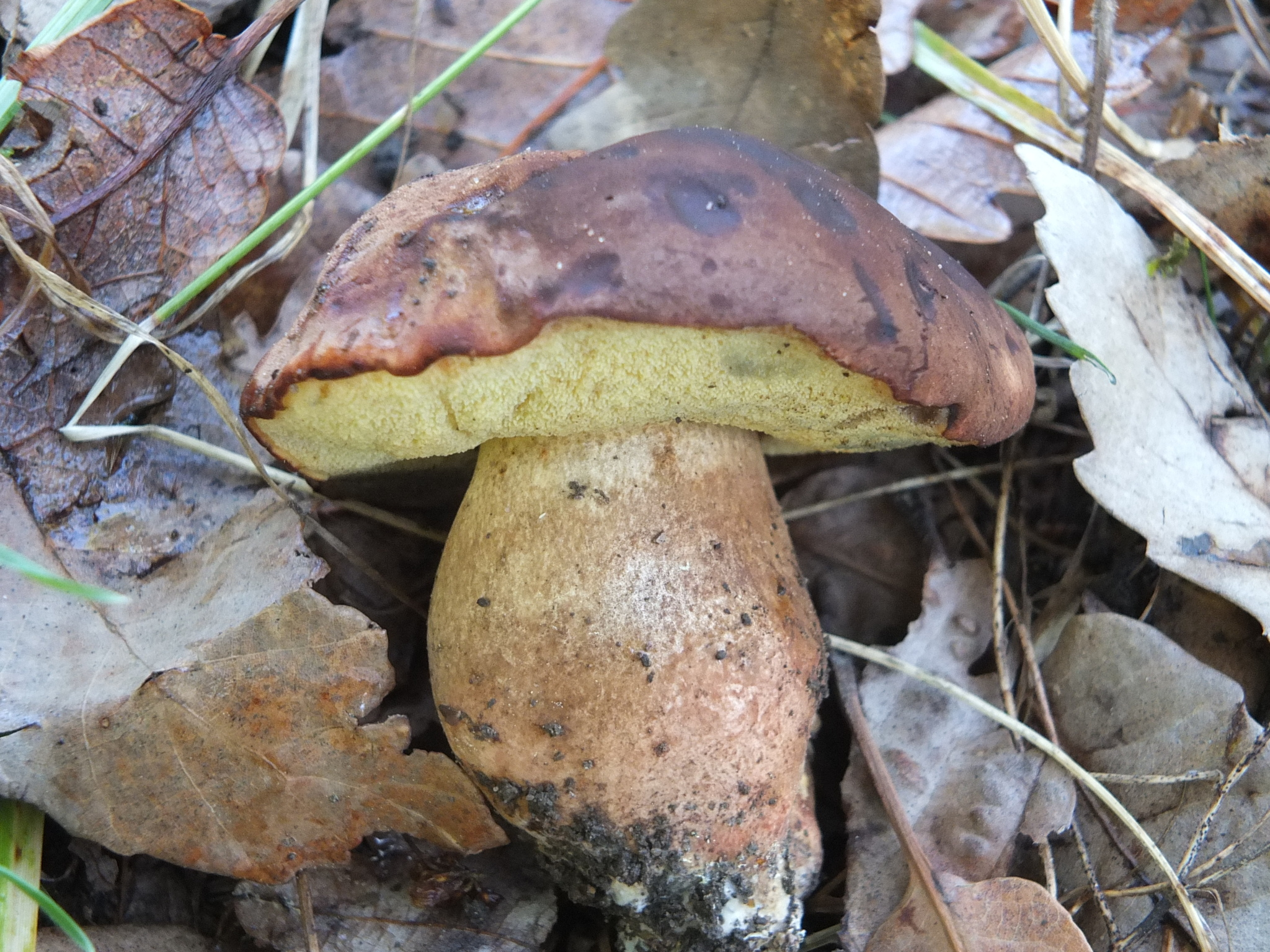
Detall de la cama del mataparent perfumat (Lanmaoa fragrans), sense cap mena de reticle.

El mataparent perfumat (Lanmaoa fragrans), també anomenat sureny perfumat, és una espècie de mataparent del grup dels mataparents butiroides. Pertany a la família de les boletàcies, de l’ordre de les boletals. És de talla robusta, de color bru, vellutat i de cama sense cap resta de reticle.

## Taxonomia
Lanmaoa fragrans va ser descrit l'any 1835 com Boletus fragrans per Carlo Vittadini.
Vizzini, Gelardi i Simonini (2015) combinen Boletus fragrans amb Lanmaoa fragrans.

## Descripció
Bolet de gregari a cespitós; barret de fins a 15 cm de diàmetre; barret d’hemisfèric de jove a convex i estès en l’adult; de bru a bru fosc o bru vermellós; superfície de color uniforme; no separable; seca; lleugerament vellutada; immutable al frec; marge excedent; irregular; ondulat.
Tubs curts; de groc pàl·lid a grocs o groc verdosos; blavegen al tall; porus fins de joves; de grocs a groc olivacis; blavegen al frec.
Cama robusta; massissa; de cilíndrica a inflada al peu, sovint radicant; molt enterrada en el sòl; de crema a groga, de vermella a bru vermellosa o bru ataronjada a la meitat inferior, coberta de puntejadures vermelles o bru vermelloses de jove, bru rovell en els adults; blaveja o ennegreix al tacte i al frec.

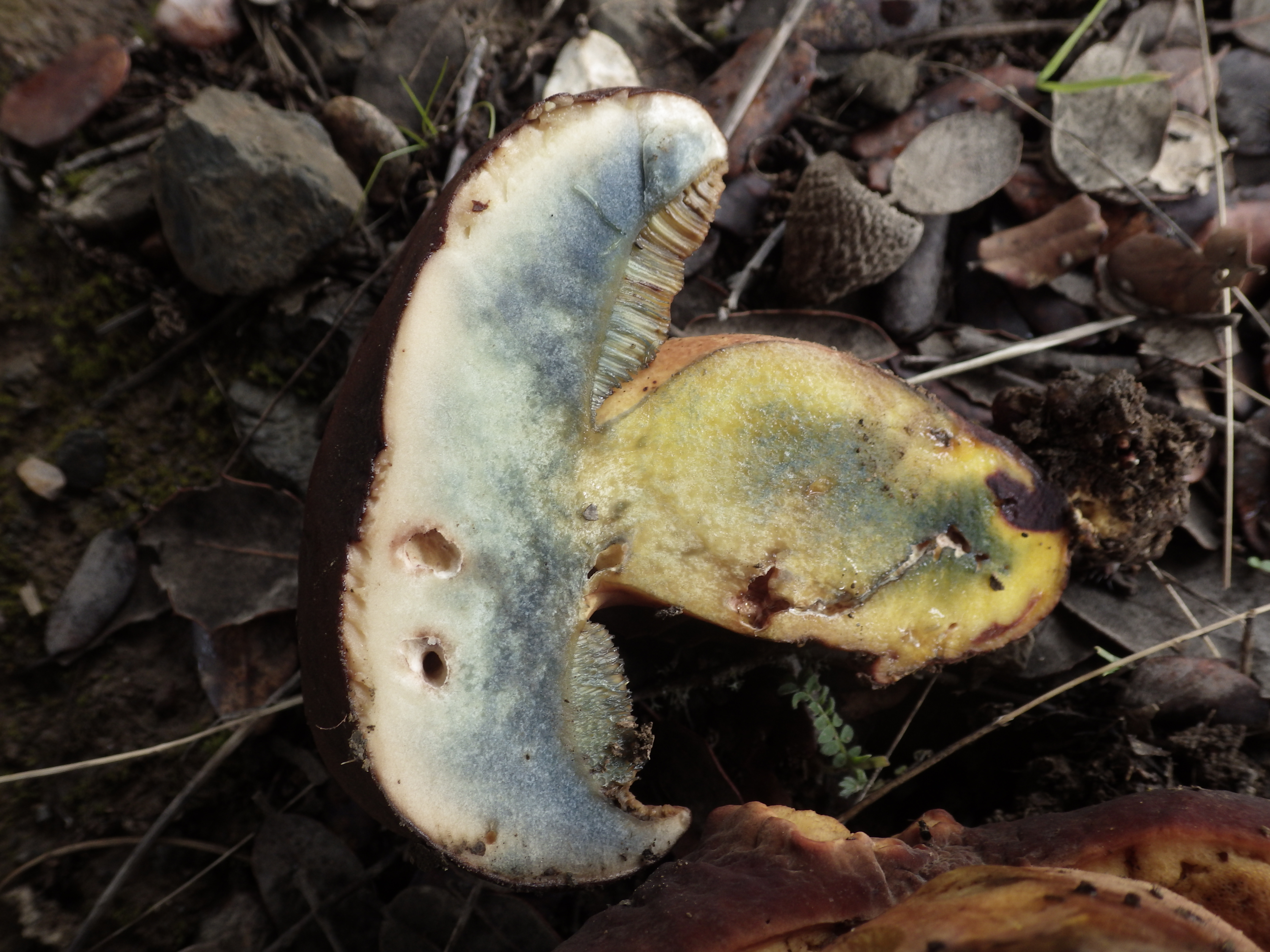
Secció longitudinal del mataparent perfumat (Lanmaoa fragrans)

Carn consistent; de blanca a blanquinosa en el barret, groga a la cama, groc més viu al peu; blaveja al tall; olor lleugerament fruitada; un poc àcida al tast.

## Distribució i hàbitat
Ocasional
Des de principis d’estiu a finals de tardor; en sòls silícics; termòfil; des de la muntanya mitjana fins a la terra baixa i la muntana mediterrània; només en boscs de planifolis, vora alzines, sureres, castanyers i roures (roure reboll i roure de fulla gran).

## Comentaris
Mataparent d’identificació poc complexa, es caracteritza pel color bru homogeni en el barret, la cama dilatada però aprimada cap al peu, puntejada però sense cap mena de reticle i l’hàbitat. Són similars el mataparent dels Emilis (Baorangia emileorum), de barret més vermellós; el mataparent dolç (alzinenc) (Hemileccinum impolitum) de carn, tubs i porus immutables, i la cutícula esdevé violeta amb vapors d’amoníac; i el mataparent bai (Imleria badia), de cama cilíndrica i llisa.
Lanmaoa és relacionat filogenèticament amb Cyanoboletus, un gènere proposat per Gelardi et al. (2014). Ara bé, les espècies de Lanmaoa tenen els tubs de l'esponja curts i un canvi de color lent quan es lesionen, mentre que les espècies de Cyanoboletus es caracteritzen pel color fosc i blaveja ràpidament quan es lesiona.

## Comestibilitat
Comestible; de carn consistent en el jove, blana en l’adult; en assecar fa olor de xicoira, pel que es recomana consumir en fresc.